# Lorella Cedroni
Lorella Cedroni (Roma, 24 de mayo de 1961 - Roma, 28 de agosto de 2013) fue una profesora universitaria, investigadora y filósofa política italiana.

## Biografía
Cedroni se licenció en Ciencias Políticas en la Universidad La Sapienza de Roma (1984) y en Filosofía en la Universidad de Urbino (1991), recibiendo un doctorado en Ciencias Políticas y Sociales por el Instituto Universitario Europeo en Florencia (1999). Fue conferenciante y profesora en muchas universidades e instituciones europeas y americanas, en especial en su alma máter, La Sapienza. Investigadora en la Universidad de Columbia (Nueva York, 1992), en el Consejo de Europa (Estrasburgo, 1992), en el St. John's College (Annapolis, 1996-1997), y profesora visitante en la Universidad de Adelaida (1996), en la de Sídney (1996), Copenhague (1997-1998), Complutense de Madrid (2001), Jordania (2005), la Universidad del Sur de Dinamarca (2006), el Centro Marc Bloch de Berlín (2007), la Universidad de Atenas (2008), la Universidad Goethe (2008), en la Yıldız Teknik Üniversitesi de Estambul (2010) y en la Universidad de Belgrado (2011). Fue profesora de Teoría Política en la Universidad de Pittsburgh (2008). Fue una prolífica autora de libros, artículos y ponencias en distintas áreas del conocimiento filosófico y político, incluyendo teoría de la democracia, la representación política, los estudios de género, los sistemas de partidos políticos en los países europeos, el lenguaje político, la comunicación electoral y los derechos humanos.

## Obra
- Lorella Cedroni (ed.) (2013), Aspetti del realismo político italiano. Gaetano Mosca e Guglielmo Ferrero. Roma: Aracne.
- Lorella Cedroni y Marina Calloni (ed.) (2012), Filosofía política contemporánea. Florencia: Le Monnier.
- Lorella Cedroni (2011), Democrazia in nuce: il governo misto da Platone a Bobbio. Milán: Angeli.
- Lorella Cedroni (ed.) (2010), Italian Critics of Capitalism, Laham MD: Lexington.
- Lorella Cedroni y Diego Garzia (ed.) (2010), Voting Advice Applications in Europe. Nápoles: Scriptaweb.
- Lorella Cedroni (2010), Menzogna e potere nella filosofía politica occidentale, Florencia: Le Lettere.
- Lorella Cedroni (2010), Il linguaggio político della transizione tra populismo e anticultura. Roma: Armando.
- Lorella Cedroni (2009), Visioni della democrazia. Roma: La Sapienza editrice.
- Lorella Cedroni (2006), Gugliemo Ferrero. Una biografia intellettuale. Roma: Aracne.
- Lorella Cedroni (2004), La rappresentanza politica. Teoria e modelli. Milán: FrancoAngeli.
- Lorella Cedroni (ed.) (2004), Processi sociali e nuove forme di partecipazione politica. Milán: FrancoAngeli.
- Lorella Cedroni y Patricia Chiantera-Stutte (ed.) (2003), Questioni di biopolitica. Roma: Bulzoni.
- Lorella Cedroni y Tommaso Dell’Era (2002), Il linguaggio político. Roma: Carocci.
- Lorella Cedroni y Carlo Mongardini (2001), I temi della politica. Génova: Ecig.
- Lorella Cedroni (2001), Rappresentare la differenza. Le donne nelle istituzioni elettive. Roma: Lithos.
- Lorella Cedroni y Pietro Polito (ed.) (2000), Saggi su Umberto Campagnolo. Roma: Aracne.
- Lorella Cedroni (2000), Partiti politici e gruppi di pressione. Roma: Aracne.
- Lorella Cedroni (2000), Diritti umani, diritti dei popoli. Roma: Aracne.
- Lorella Cedroni (ed.) (1998), Nuovi studi su Guglielmo Ferrero. Roma: Aracne.
- Lorella Cedroni (1998), Rappresentanza e partiti politici nella società della comunicazione. Roma: Seam.
- Lorella Cedroni y Marina Calloni (ed.) (1997), Politica e affetti familiari. Lettere di Amelia, Carlo e Nello Rosselli a Guglielmo, Leo e Nina Ferrero e Gina Lombroso Ferrero, 1917-1943. Milán: Feltrinelli.
- Lorella Cedroni (1996), Il lessico della rappresentanza politica. Soveria Mannelli: Rubbettino.
- Lorella Cedroni (1996), La comunità perfetta. Il pensiero politico di Francisco Suárez. Roma: Studium.
- Lorella Cedroni y Barbara Caruso (ed.) (1995), Federalismo. Antologia critica. Roma: Istituto poligrafico e Zecca dello Stato.
- Lorella Cedroni (ed.) (1994), Guglielmo Ferrero. Itinerari del pensiero. Nápoles: Esi.
- Lorella Cedroni y Giuseppe Ceci (ed.) (1993), Filosofía e democrazia in Augusto del Noce. Roma: Cinque lune.
- Lorella Cedroni (1993), I tempi e le opere di Guglielmo Ferrero. Saggio di bibliografia internazionale. Nápoles: Esi.
- Lorella Cedroni (1992), Per una filosofia dei valori. Saggio su Eugène Dupréel. Roma: EUroma.
- Lorella Cedroni (1987), La paura nel potere. Saggio su Guglielmo Ferrero. Poggibonsi: Lalli.
- Lorella Cedroni (1987), Democrazia degli antichi e democrazia dei moderni. Poggibonsi: Lalli.